# Niederstraße 10
Das Fachwerkhaus in der Niederstraße 10 ist ein Bauwerk in Darmstadt-Bessungen.

## Geschichte und Beschreibung
Das Fachwerkhaus wurde um das Jahr 1800 erbaut.
Das zweigeschossige giebelständige Fachwerkgebäude besitzt ein ziegelgedecktes Krüppelwalmdach.
Im Knick der Niederstraße gelegen hat das Wohnhaus eine straßenraumprägende Wirkung.

## Denkmalschutz
Das Fachwerkhaus ist aus architektonischen und stadtgeschichtlichen Gründen ein Kulturdenkmal.